# Quintila
Quintila (em latim: Chintila; ?-639). Reinou a partir de 636 até à sua morte.
Foi eleito rei pela nobreza e pelos bispos em 636, já segundo as normas codificadas no cânone 75 do IV Concílio de Toledo. Quintila não conseguiu resolver satisfatoriamente os problemas que afligiam o reino visigodo já desde o tempo do seu antecessor imediato Sisenando, pelo que o seu reinado passou à História como uma época de insegurança e de instabilidade. 
Teve de enfrentar revoltas na Septimânia e na Galécia, e, vendo-se incapaz de enfrentá-las, deixou o governo nas mãos de eclesiásticos, situação que perdurou até ao final do seu reinado.
Dedicou muito tempo aos concílios, tendo convocado os V e VI Concílios de Toledo em Junho de 636 e de 638, respectivamente. Determinou-se, entre outros assuntos, que a pessoa eleita rei teria de provir da nobreza e em caso algum dos "tonsurados" nem ser de "origem servil" ou "estrangeiros". Fixaram-se penas canónicas para as conspirações contra a Coroa e estabeleceu-se que as propriedades legitimamente adquiridas pelo rei não poderiam ser confiscadas pelo seu sucessor. Proibiu-se também aos não-católicos viver no reino, o que provocou uma grande quantidade de conversões forçadas.
Quintila morreu em 639, de morte natural, tendo-lhe sucedido seu filho Tulga.